# Зимич
45°22′ пн. ш. 15°38′ сх. д. / 45.37° пн. ш. 15.64° сх. д.
Зимич (хорв. Zimić) — населений пункт у Хорватії, у Карловацькій жупанії у складі громади Крняк.

## Населення
Населення за даними перепису 2011 року становило 51 осіб.
Динаміка чисельності населення поселення: